# بيتري مونتيانو
بيتري مونتيانو (بالرومانية: Petre Munteanu)‏ هو مغني أوبرا روماني، ولد في 26 نوفمبر 1916 في Câmpina ‏ في رومانيا، وتوفي في 18 يوليو 1988 في ميلانو في إيطاليا.

## وصلات خارجية
- بيتري مونتيانو على موقع IMDb (الإنجليزية)
- بيتري مونتيانو على موقع ميوزك برينز (الإنجليزية)
- بيتري مونتيانو على موقع ديسكوغز (الإنجليزية)